# Palio Marinaro
Il Palio Marinaro è una manifestazione folkloristico/remiera che si svolge a Livorno, nella acque di mare antistanti alla Terrazza Mascagni e che vede contrapporsi sedici rioni cittadini, dopo la riforma del 2013 sono passati ad otto.

## Storia
La più antica manifestazione remiera livornese è la "giostra dell'antenna", alla quale si sono aggiunte nel tempo il Palio dal 1926, dal 1966 la Coppa Barontini (gara a cronometro lungo il percorso del Fosso Reale) e, più recentemente dal 1987 la Coppa Risi'atori (estenuante gara dalla Torre della Meloria fino al porto labronico).
Le origini del Palio Marinaro sono comunque antiche; sebbene si abbiano notizie di gare remiere già a partire dal 1606, uno degli avvenimenti precursori dell'odierna manifestazione può essere ricercato nei festeggiamenti indetti nel 1766 per festeggiare la visita in città del granduca Pietro Leopoldo; per l'occasione la comunità olandese-alemanna organizzò una corsa di lance a remi nei pressi del porto labronico.
L'edizione del 1926 fu organizzata dalla Associazione Fanti del Mare e si tenne domenica 15 agosto davanti ad un vasto pubblico. In realtà avrebbe dovuto tenersi una settimana prima, l'8 agosto, quale seconda giornata della manifestazione che aveva visto altre gare con imbarcazioni (remiere e a vela) il primo agosto, tuttavia un forte temporale aveva fatto spostare l'evento. La competizione si chiamava Gara dei Rioni e nello spirito si richiamava chiaramente al Palio di Siena. Già nel '26 era articolata in due gare distinte, a quattro e dieci remi. Il rione Venezia, favorito per la vittoria a 10, protestò in maniera clamorosa perché contrario allo svolgimento della gara a 4 remi per prima. La giuria per calmare gli animi non fece svolgere la gara a 4 remi, tuttavia il Venezia si ritirò. La gara a 10 si svolse comunque con 4 rioni al via. Vincitore risultò il gozzo biancoverde del rione degli Avvalorati che aveva il nome "Norge", evocativo delle imprese del comandante Nobile, in quegli anni ai massimi della popolarità in tutta Italia. Secondo, a circa 15 metri di distanza, si piazzò lo "Sparlotto" del Borgo Cappuccini, seguito dall'imbarcazione di via San Carlo e quella di San Jacopo. Interessante notare che i colori del Borgo all'epoca erano rossoneri (oggi bianconeri), mentre quelli di San Jacopo erano bianchi (oggi biancoverdi).   
Gli attuali regolamenti risalgono tuttavia al secondo dopoguerra, con successive modifiche dal punto di vista territoriale (attribuzione delle varie vie ai sedici quartieri) come già detto oggi a 8 rioni: Ardenza-Antignano-Montenero-Quercianella, Borgo Cappuccini, Labrone (Shangai-Filzi-Torretta-Sorgenti-Corea-La Cigna), Ovo sodo (Benci centro-Magenta), Pontino-San Marco, Salviano-Colline-Coteto-Stazione, San Jacopo-Fabbricotti, Venezia.
I rioni cittadini si sfidano in due distinte categorie, che prevedono l'impiego di imbarcazioni a dieci e a quattro remi giovanili (under 18), rispettivamente denominate "gozzi" e "gozzette".
Inoltre anche se non ha preso completamente piede esiste la categoria femminile senior a quattro remi.
Un tempo esisteva anche la prova detta della "scia", ove un solo vogatore remava con due remi in piedi controvoga, ovvero guardando nella direzione dell'arrivo. Questo tipo di prova è stata soppressa alla metà degli anni settanta.

## La manifestazione
Il Palio Marinaro è l'ultima competizione delle gare remiere livornesi e si svolge nel mese di luglio.
Oltre alla gara dei gozzi a 10 remi, si svolge regolarmente anche la competizione delle gozzette a 4 remi denominata "Mini Palio".
Il Palio Marinaro si svolge nel tratto di mare davanti alla Terrazza Mascagni in un percorso di circa 2000 metri che si estende tra i Bagni Pancaldi e l’acquario.
La partenza viene data con lo sparo di inizio e la gara dura circa dieci minuti.
La gara è caratterizzata dall'essere effettuata lungo delle corsie immaginarie delimitate da delle boe attorno alle quali le imbarcazioni devono girare per tre volte (giro di boa) lungo il percorso. Per questo motivo, un momento importante che precede la competizione è il sorteggio dei numeri di boa, ovvero l'abbinamento dei gozzi alle corsie di gara, che, per la maggiore o minore influenza delle correnti marine, potrebbe essere determinante per l'esito del Palio.
Ai vincitori, oltre alle coppe, spetta il giro d’onore lungo i Fossi. Alla cantina che riesce a raggiungere per prima il traguardo di tre edizioni vinte (non necessariamente consecutive) spetta un simbolico drappo dipinto per l’occasione da un artista.

## Le cantine remiere

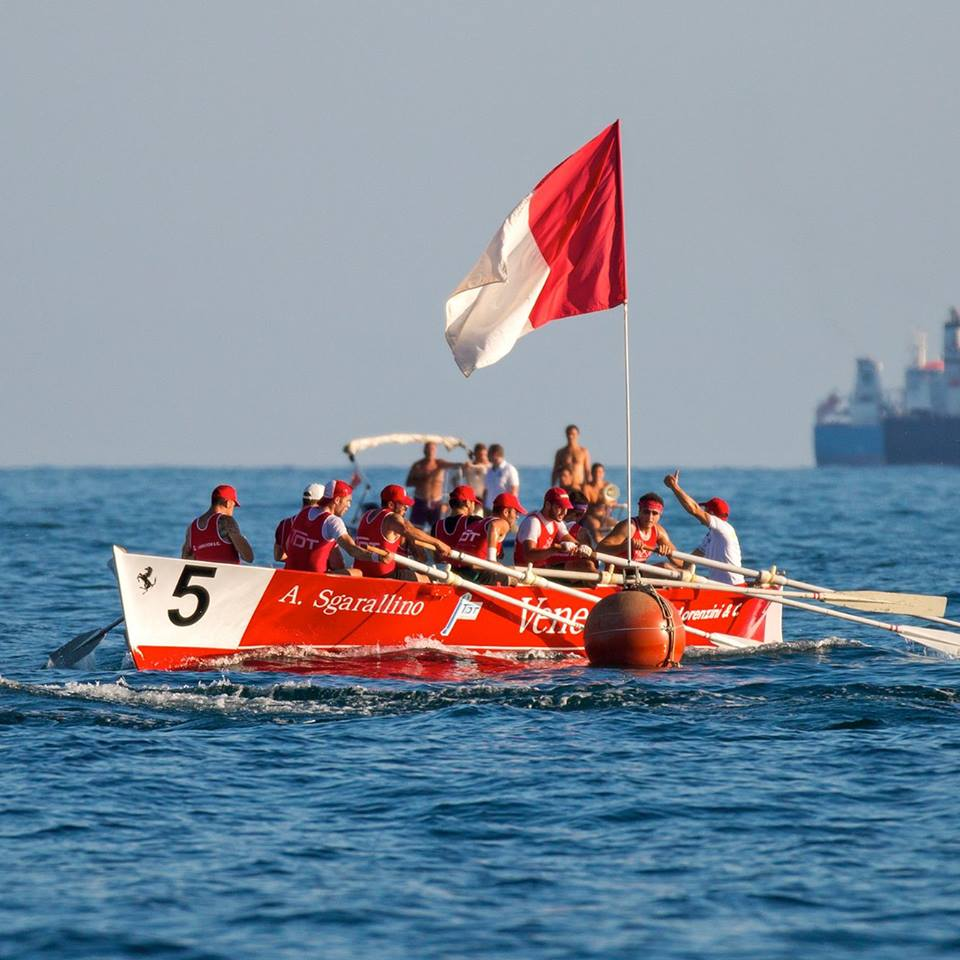
Equipaggio del rione Venezia durante una gara remiera

Le cantine remiere sono associazioni livornesi, ognuna legata ad un rione, e rappresentano il punto di ritrovo di appassionati e vogatori locali che difendono l'onore del relativo rione in diverse manifestazioni remiere che si tengono lungo i fossi medicei o in mare aperto. Le cantine che gareggiano per il Palio Marinaro sono 8:
- Ardenza: quartieri Ardenza, Antignano, Montenero, Quercianella.
- Borgo: quartiere Borgo Cappuccini.
- Ovo Sodo: quartiere Benci e Centro città.
- Labrone: quartieri Corea, Cigna, Sorgenti, Shangai-Filzi e Torretta.
- Pontino: quartiere Pontino zona nord-ovest della città, tra la Fortezza Nuova e le Mura Leopoldine.
- Salviano: quartieri Salviano, Collinaia, La Leccia, La Scopaia, Valle Benedetta, Colline, Coteto e Stazione.
- San Jacopo: quartieri San Jacopo in Acquaviva e Fabbricotti.
- Venezia: quartiere Venezia Nuova.

## Albo d'oro
|            | Vittorie | Secondo Posto | Terzo posto |
| ---------- | -------- | ------------- | ----------- |
| Venezia    | 30       | 19            | 20          |
| Borgo      | 20       | 18            | 17          |
| Ovo Sodo   | 10       | 12            | 11          |
| Pontino    | 7        | 16            | 8           |
| Ardenza    | 6        | 2             | 10          |
| Salviano   | 4        | 4             | 4           |
| Labrone    | 1        | 1             | 0           |
| San Jacopo | 0        | 4             | 5           |

|            | Vittorie | Secondo Posto | Terzo posto |
| ---------- | -------- | ------------- | ----------- |
| Salviano   | 14       | 14            | 15          |
| Ardenza    | 13       | 11            | 10          |
| Labrone    | 12       | 12            | 18          |
| San Jacopo | 10       | 7             | 9           |
| Venezia    | 6        | 7             | 6           |
| Pontino    | 5        | 4             | 3           |
| Ovo Sodo   | 4        | 9             | 6           |
| Borgo      | 3        | 3             | 1           |